# I. Márton szicíliai király
I. Márton (1374/75/76 – Cagliari, Szárd Királyság, 1409. július 25.) vagy más néven Ifjú/Ifjabb Márton, Katalánul: Martí el Jove, spanyolul: Martín el Joven, aragóniai nyelvjárásban: Martín O Choven, olaszul: Martino il Giovane, szicíliai olaszul: Martinu I di Sicilia chiamatu lu Giùvini, szárdul: Martine I de Sitzìlia, aragón királyi herceg (infáns) a születésétől fogva, a felesége jogán (iure uxoris) 1392-től 1401-ig, az első felesége haláláig Szicília (Trinacria) királya, illetve 1401-től 1409-ig egyedül, azaz egyeduralkodó Szicíliában. 1396-tól az apja örököse az Aragón Korona országaiban. Anyja révén 1406-tól Luna és Jérica (Xèrica) grófja, Quinto bárója, Sogorb (Segorbe) és Pedrola ura. A Barcelonai-ház aragón királyi ágának a tagja. Annak ellenére, hogy csak a másodszülötti ágból származott, ő volt az aragón uralkodóház reménysége, hiszen a nagybátyjának, I. (Vadász) János aragón királynak a fiai mind meghaltak kisgyermekkorukban, így őt tekintették a Barcelonai-ház folytatójának. Születésekor nem sejthette még senki, hogy ő lesz az apja mellett az utolsó törvényes és életképes utódja a dinasztia aragón királyi ágának.
Röviddel a születése után nagyapja, IV. (Szertartásos) Péter aragón király kinevezte a másodszülött fiát, az ő apját, Idősebb Márton infánst "Szicília királyává", vitatva a másik unokájának, I. Mária szicíliai királynőnek a jogait a szicíliai trónra. Ez a kinevezés azonban csak jelképes aktus maradt, hiszen IV. Péter kezében semmilyen eszköz sem volt, hogy ezen a helyzeten változtasson, így Idősebb Mártonnak és fiának a reményei akár a szicíliai, akár az aragón királyi koronára egyelőre beteljesületlenek maradtak. IV. Péter azt később sem tudta elérni, hogy ne Mária maradjon Szicília uralkodója, azt azonban sikeresen megakadályozta, hogy idegen uralkodóház befolyása alá kerüljön a Szicíliai Királyság, ezért egy flottát küldött unokája "megmentésére", és az Aragón Korona Országaiba küldésére. Mária királynőt így elraboltatta, aki Szardínia érintésével 1384-ben érkezett meg Katalóniába. Miután a tervezett házasság az aragón trónörökös, Vadász János és I. Mária szicíliai királynő között meghiúsult, így hogy Szicília mindenképpen az aragóniai uralkodóház kötelékében maradjon, Máriát eljegyezték Ifjú Márton herceggel. A házasság  1389. június 24-én köttetett meg.
1392-ben Mária királynő a férje és apósa kíséretében nagy katalán hajóhaddal visszatért Szicíliába, ahol a katalán uralom ellen felkelések törtek ki, és a királyi család uralma kezdetben csak a sziget töredékére terjedt ki. Ennek ellenére a szicíliai parlament elismerte Ifjú Mártont királynak, de a tényleges hatalom a királyi após és apa, Idős Márton kezében összpontosult. 1398. április 13-án Ifjú Mártont Palermóban királlyá koronázták, az uralkodópár pedig örömmel várhatta első gyermekük születését, aki fiú lett, a dinasztia reménybeli folytatója, és a Péter nevet kapta a keresztségben. A kis herceg 1398. november 17-én született meg. A szigetet ekkorra sikerült végre pacifikálni, és a királyi hatalmat kiterjeszteni az egész országra. A kis trónörökös azonban 1400. augusztus 16-án vagy november 8-án, röviddel a második születésnapja előtt meghalt. Mária királynő csak pár hónappal élte túl a fia halálát, és 1401. május 25-én pestisben elhunyt.
Mária halála után a királynő végrendelete szerint a szicíliai parlament Mária férjét megerősítette a királyi székben. A dinasztia folytonossága érdekében pedig Idős Márton feleséget keresett a fia számára. Végül a navarrai királyi családdal történt békekötés megpecsételéseként eljegyezték III. (Nemes) Károly navarrai király lányával, Blankával. A házasságot pedig 1402. november 26-án kötötték meg, majd még ugyanaznap Blankát Szicília királynéjává koronázták a palermói székesegyházban.
Az új házassággal meg kellett oldani ifjú Márton házasságon kívül született gyermekeinek a sorsát is, aminek az elrendezését az édesanyja, Luna Mária aragón királyné vállalta magára.
A két kis királyi sarj, Aragóniai Jolán, valamint Aragóniai Frigyes, ettől fogva a nagyanyjuk gondjaira lett bízva, és az aragóniai udvarban nevelkedett. Ifjú Márton király lépéseket is tett a törvényesítésük érdekében.
Ifjú Márton király 1405-ben hazalátogatott szülőföldjére, Katalóniába. Szüleit, gyerekeit és szülőföldjét ekkor látta utoljára. A barcelonai tartózkodás előtt még Nizzában is megállt, és találkozott XIII. Benedek avignoni (ellen)pápával, aki az anyja révén távoli rokona volt.
1406. december 17-én vagy 19-én Blanka királyné megszülte a trónörököst is, akit szintén Márton névre kereszteltek. Az újdonsült trónörökös viszont fertőzés következtében 1407 augusztusában meghalt, így a dinasztia folytonossága megint gyenge lábakon állt.
1408-ban Márton király Szardíniába ment expedíciós sereggel, hogy ott apja nevében, aki Szardínia királya is volt, az egyetlen, még független helyi királyság (judikátus) új uralkodójával megmérkőzzön, és az egész szigetet az aragóniai ház uralma alá hajtsa. A következő évben, 1409. június 30-án a Sanluri csatában legyőzte Arborea királyát (judex), I. Vilmost. A győzelmet viszont nem tudta kiaknázni, mert pár héttel később, július 25-én Cagliariban törvényes utódok hátrahagyása nélkül maláriában meghalt.
Halála mély válságot idézett elő az aragóniai uralkodóházban, melyet apja és utóda a szicíliai trónon, Idős Márton király már nem tudott megoldani. A házasságon kívül született fiát, Frigyest bár törvényesítették, nem  sikerült utódául jelölnie sem neki, sem apjának, így apja is úgy halt meg a következő évben, hogy az utódlás kérdését nyitva és megoldatlanul hagyta. Fia révén nem maradtak utódai, viszont lánya, Jolán révén számos leszármazottja maradt, akik viszont nem vitték tovább az Aragón Korona országainak és Szicíliának a királyi címeit. Utódai között szerepel Eugénia francia császárné (1826–1920), aki Ifjú Márton 14. (generációs) leszármazottja.

## Élete

### Aragón infáns
I. (Idős) Márton aragón királynak az első feleségétől, Luna Mária aragón királynétól, Lope lunai gróf és Briande d'Agoult lányától született egyetlen, nagykorúságot elért gyermeke. Még nagyapja, IV. (Szertartásos) Péter aragón király életében született. Apja után Márton névre keresztelték Valenciában, második neve pedig a Róbert lett VII. Kelemen avignoni (ellen)pápa tiszteletére, akinek az eredeti neve Róbert volt. Annak ellenére, hogy csak a másodszülötti ágból származott, ő volt az aragón uralkodóház reménysége, hiszen nagybátyjának, I. (Vadász) János aragón királynak a fiai mind meghaltak kisgyermekkorukban, így őt tekintették a Barcelonai-ház folytatójának. Születésekor még csak a Barcelonai-ház kihalófélben levő szicíliai ágának folytatójaként tekintettek rá, hiszen az uralkodóháznak az aragóniai ága akkor még felfelé ívelőben volt, és nem sejthette még senki, hogy ő lesz az apja mellett az utolsó törvényes és életképes utódja a dinasztiának. Röviddel a születése után nagyapja, IV. (Szertartásos) Péter aragón király kinevezte a másodszülött fiát, az ő apját, Idősebb Márton infánst „Szicília királyává”, vitatva a másik unokájának, I. Mária szicíliai királynőnek, aki legidősebb lányától, Konstancia aragón infánsnőtől és III. (Együgyű) Frigyes szicíliai királytól származott, a jogait a szicíliai trónra, mivel IV. Péter úgy értelmezte az 1337-ben elhunyt II. Frigyes szicíliai király végrendeletét, hogy a Barcelonai-ház szicíliai királyi ágának törvényes férfi utódokat nélkülöző kihalása esetén a törvényes leányutódok mellőzésével az aragón királyi ágat illeti meg az öröklés joga, mégpedig másodszülötti sorrendben. Ez azt jelenti, hogy IV. Péter szerint jogilag nem III. (Együgyű) Frigyes egyetlen leányára, Máriára, aki bár IV. Péter unokája is volt, hanem Szertartásos Péter másodszülött fiára, Idős Mártonra szállt a szicíliai korona. Ez a kinevezés azonban csak jelképes aktus maradt IV. Péter részéről, hiszen XI. Gergely pápa, majd 1378-tól utóda, a törvényes római pápa, VI. Orbán I. Máriát támogatta, aki el is foglalta apja halála után a szicíliai trónt, és IV. Péter kezében semmilyen eszköz sem volt, hogy ezen a helyzeten változtasson, így Idősebb Mártonnak és fiának a reményei akár a szicíliai, akár az aragón királyi koronára egyelőre beteljesületlenek maradtak. Különösen akkor vált ez nyilvánvalóvá, mikor Szicília nagy hatalmú bárója, Artale Alagona, a szigetországot Mária kiskorúsága idején a királynő nevében kormányzó négy vikárius egyike a Visconti-házzal egyezett meg a gyermek királynő eljegyzéséről. Aragónia királya, a királyi nagyapa, IV. Péter ezt végképp nem tűrhette, hogy idegen uralkodóház befolyása alá kerüljön a Szicíliai Királyság, ezért egy flottát küldött unokája "megmentésére", és az Aragón Korona Országaiba küldésére. Mária királynő így Szardínia érintésével 1384-ben érkezett meg Katalóniába, ahol először találkozhatott unokatestvérével és későbbi férjével, ifjú Martinnal, aki 11–13 évvel volt fiatalabb Szicília ifjú királynőjénél. Miután a tervezett házasság az aragón trónörökös, Vadász János és Mária között az apjával rossz viszonyt ápoló János makacs ellenállása miatt meghiúsult, így hogy Szicília mindenképpen az aragóniai uralkodóház kötelékében maradjon, Máriát eljegyezték Ifjú Márton herceggel. A házasság  1389. június 24-én köttetett meg. Márton csak a "királynő férje" (regine maritus) megjelölést kapta, a királyi címet a házassággal még nem nyerte el automatikusan.

### Szicília királya
1392-ben Mária királynő a férje és apósa kíséretében nagy katalán hajóhaddal visszatért a királyságába, ahol a katalán uralom ellen felkelések törtek ki, és a királyi család uralma kezdetben csak a sziget töredékére terjedt ki. Ennek ellenére a szicíliai parlament elismerte Ifjú Mártont királynak, de a tényleges hatalom a királyi após és apa, Idős Márton kezében összpontosult. Időközben meghalt az aragón király, I. János fiúutód hátrahagyása nélkül, lányai, Johanna és Jolán pedig a száli törvény értelmében nem örökölhették a trónt, így öccsét, Idős Mártont kiáltották ki aragón királlyá, távollétében pedig a felesége, Mária királyné gyakorolta a királyi hatalmat régensként. Idős Márton, immár aragón királyként 1397-ben hagyta el Szicíliát.
A következő évben, 1398. április 13-án Ifjú Mártont Palermóban királlyá koronázták, az uralkodópár pedig örömmel várhatta első gyermekük születését, aki fiú lett, a dinasztia reménybeli folytatója, és dédapái, II. Péter szicíliai király és IV. Péter aragóniai király után a Péter nevet kapta a keresztségben. A kis herceg 1398. november 17-én született meg. A szigetet ekkorra sikerült végre pacifikálni, és a királyi hatalmat kiterjeszteni az egész országra. A remény azonban hamarosan szertefoszlott, mert a kis trónörökös 1400. augusztus 16-án vagy november 8-án, röviddel a második születésnapja előtt meghalt. 

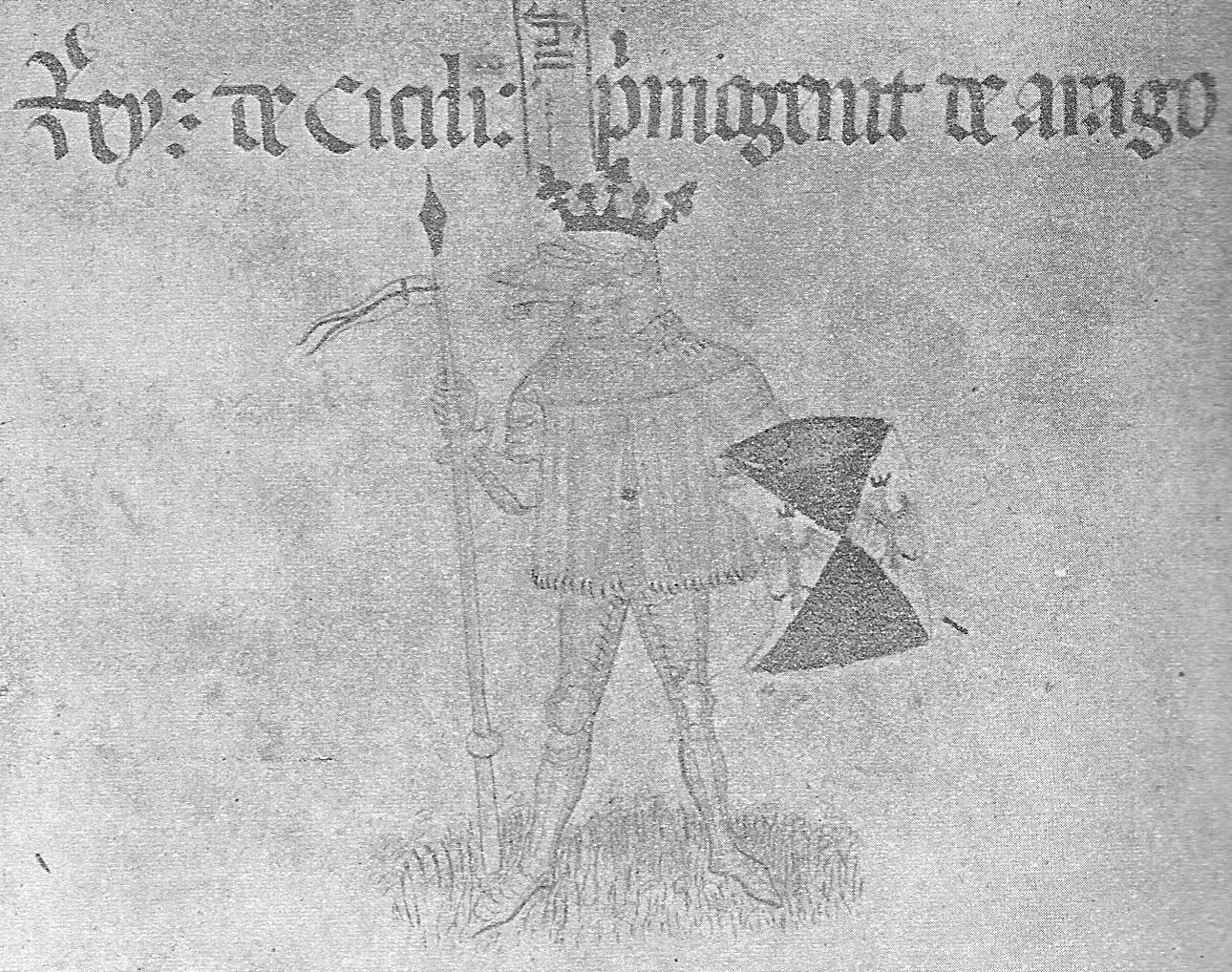
Ifjú Márton egy leszármazási tekercsen a Poblet-kolostorban, ismeretlen szerzőtől, 1400

Mária királynő csak pár hónappal élte túl a fia halálát, hiszen 1401. május 25-én hunyt el. Halála újra fellobbantotta a nemrég elfojtott lázadásokat az idegen uralom ellen, hiszen bármennyire is joga volt Martinnak a szicíliai koronához, ő csak a felesége jogán volt király, és idegennek számított a szigetországban. III. (Együgyű) Frigyes végrendelete értelmében a lánya, I. Mária és utódai halála esetére a házasságon kívül született fiát jelölte meg örökösnek. Aragóniai Vilmos (1360 körül–1380 után), Málta grófja ugyan már nem élt, viszont egy lányt, Johannát (1379/80–1410 után) hagyta örökül. III. (Együgyű) Frigyes végrendelete ellenére Mária halála után a királynő végrendelete szerint a szicíliai parlament Mária férjét, az erősebb jelöltet, Ifjú Mártont, akit az apja, Szicília főkormányzója, – amely címet Szicíliából való távozása (1397) után is megtartott – és egyben Aragónia uralkodója, I. (Idős) Márton is támogatott, megerősítette a királyi székben. A dinasztia folytonossága érdekében pedig Idős Márton feleséget keresett a fia számára. Elsők között Durazzói Johanna nápolyi királyi hercegnővel, a későbbi II. Johanna királynővel, I. László nápolyi király nővérével kötendő házasság merült fel, amely a két Szicília közötti békekötés lehetőségét rejtette magában, hiszen a szigeten fel-fellobbanó lázadások szításában  László király amúgy is élen járt. Ez az elképzelés egy kettős házasság reményét is kecsegtette, ugyanis már 1398-ban elindultak a tárgyalások Ifjú Márton nagynénje és Idős Márton féltestvére, Izabella aragón infánsnő és László nápolyi király között kötendő frigyről, de mindkét házassági tárgyalás végül zsákutcába jutott, mivel a két szicíliai udvar más-más pápát támogatott: Nápoly és László király a római pápát, míg Palermo és Ifjú Márton az avignoni (ellen)pápát. Végül a navarrai királyi családdal történt békekötés megpecsételéseként a kis pireneusi királyság mellett döntöttek, és eljegyezték először III. (Nemes) Károly navarrai király és Kasztíliai Eleonóra legidősebb lányával, Johannával, majd pedig Johanna idősebb húgával, Blankával. Idős Márton 1401 végén Valenciából utazott a navarrai határra, hogy ez ügyben személyesen találkozzon III. Károllyal az aragóniai Mallénban.
1402. május 21-én a cataniai Ursino-várban megpecsételték per procuram (képviselők útján) a külföldi követek, egyházi hatalmasságok, bárók és a királyság hivatalnokai jelenlétében Ifjú Márton második házassági szerződését, ezúttal még a menyasszony hiányában.
Blanka 1402. november 9-én érkezett meg Szicíliába, a házasságot pedig 1402. november 26-án kötötték meg, majd még ugyanaznap Blankát Szicília királynéjává koronázták a palermói székesegyházban.
Az új házassággal meg kellett oldani ifjú Márton házasságon kívül született gyermekeinek a sorsát is, aminek az elrendezését az édesanyja, Luna Mária aragón királyné vállalta magára. 
Nagy valószínűséggel a cataniai Ursino-vár egyik gyönyörű termében szórakozott mindig Ifjú Márton számos szép és fiatal cataniai szeretőjével. Egyiküknek, Agatuccia Pesce úrnőnek, akivel a királynak a szerelmes találkozásairól maga Blanka is nyilvánvalóan tudott, biztosított 12 arany fizetséget, ahogy a megcsalt feleség, Blanka királyné fogalmazott: "a hallatlan Jolán úrnőnek, a fenséges szicíliai király, a mi tiszteletre méltó férjünk természetes lányának" a támogatására, akinek Agatuccia úrnő volt az anyja. 
Ifjú Márton a kényes feladatot Francesc de Casasaja barcelonai kereskedőre és királyi tanácsosra bízta. 1403. szeptember 21-én írt neki, és megbízta azzal, hogy vigye őket Aragóniába, és helyezze őket az édesanyja, Luna Mária királyné felügyelete alá. A két kis királyi sarj, a fent említett Aragóniai Jolán, valamint Aragóniai Frigyes, aki Tarsia Rizzaritól született, ettől fogva a nagyanyjuk gondjaira lett bízva, és az aragóniai udvarban nevelkedett. Ifjú Márton király lépéseket is tett a törvényesítésük érdekében.
Ifjú Márton király 1405-ben hazalátogatott szülőföldjére, Katalóniába. Édesanyját, Mária királynét már 13 éve nem látta, míg apjával, Idős Márton királlyal is nyolc éve találkozott utoljára. Szüleit, gyerekeit és szülőföldjét ekkor látta utoljára. A látogatás nem volt hosszú, 1405. március 31-én érkezett Barcelonába és 1405. augusztus 5-én utazott el onnan, mert a szicíliai alattvalók megint lázadásokat szítottak uralkodójuk távolléte alatt, viszont az elutazása idejére kinevezte Szicília régensévé (1404. október 22.) a feleségét, Blanka királynét. A barcelonai tartózkodás előtt még Nizzában és Marseille-ben is megállt. Nizzában elsőfokú unokatestvérének, Aragóniai Jolán infánsnőnek, I. (Vadász) János aragón király (I. (Idős) Márton bátyja) és Bar Jolán lányának a férjével, II. Lajos (címzetes) nápolyi (ellen)királlyal, I. (Durazzói) László nápolyi király ellenfelével találkozott, míg Marseille-ben XIII. Benedek avignoni (ellen)pápával, aki az anyja révén távoli rokona volt, hiszen Benedek pápa és Luna Mária királyné is a Luna család egy-egy ágából származott.

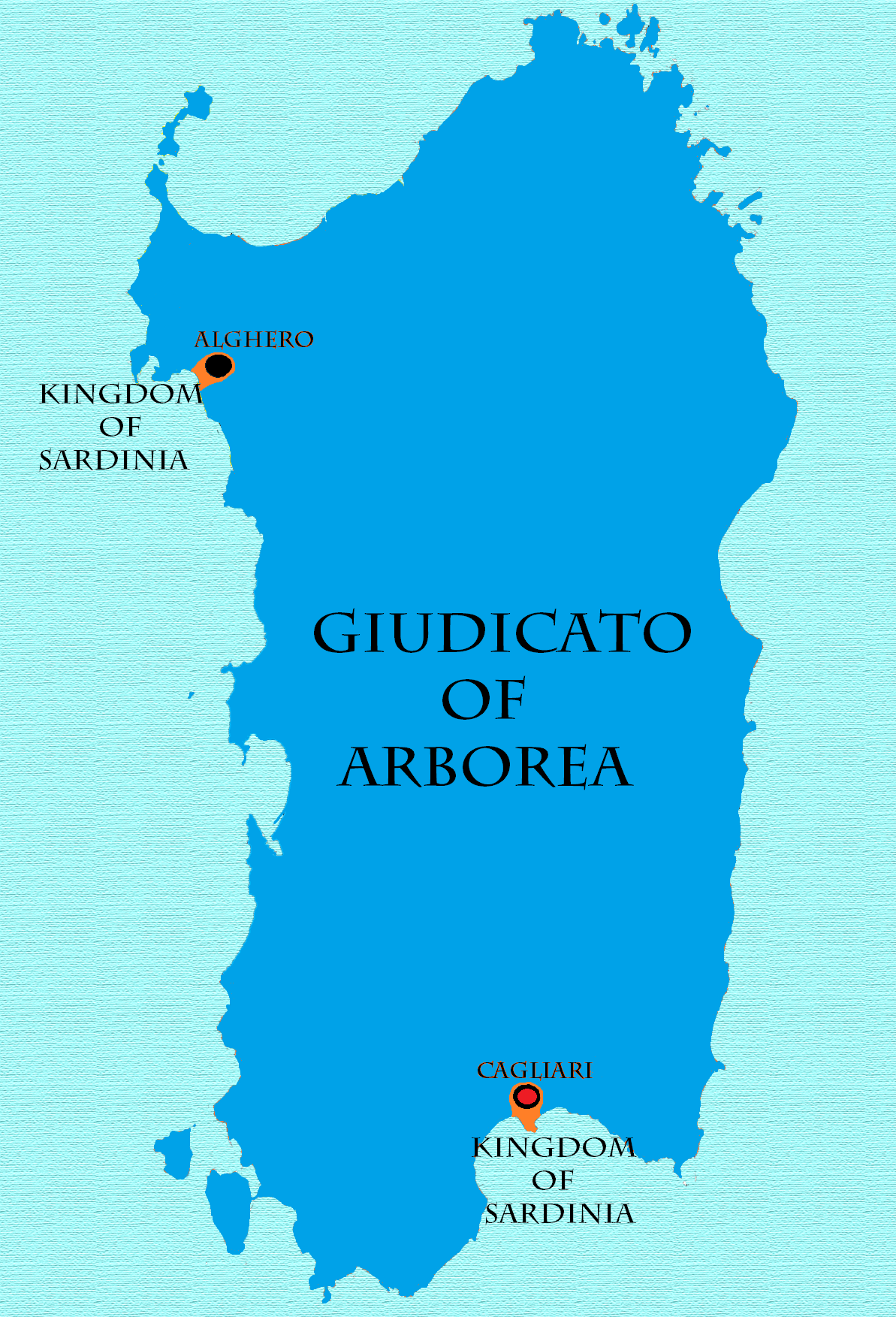
Az Arboreai Királyság kiterjedése 1368 és 1388, valamint 1392 és 1409 között a Szárd Királyság ellenében

A következő évben, egy vagy több vetélést követően végre Blanka királyné megszülte a trónörököst is 1406. december 17-én vagy 19-én a cataniai Ursino-várban, akit apja és nagyapja után Márton névre kereszteltek. A nagymama már nem érhette meg ennek az örömhírnek a fogadását, hiszen alig egy héttel később, december 29-én meghalt. A hírek terjedési sebessége folytán Aragóniában csak 1407. február 11-én értesülhetett az egyik nagypapa az örömhírről, aki rögtön értesítette a másik nagyapát is, III. (Nemes) Károly navarrai királyt. Ugyanígy édesanyja halálhíréről is csak pár hónapos késéssel szerezhetett tudomást ifjú Márton király. Az újdonsült trónörökös viszont nem sokkal ezután fertőzés következtében 1407 augusztusában meghalt, így a dinasztia folytonossága megint gyenge lábakon állt.

### Szardínia kormányzója
1408-ban Márton király újra elhagyta a szigetet egy másik sziget kedvéért, amikor is Szardíniába ment expedíciós sereggel, hogy ott apja nevében, aki Szardínia királya is volt, az egyetlen, még független helyi királyság (judikátus) új uralkodójával megmérkőzzön, és az egész szigetet az aragóniai ház uralma alá hajtsa. Ekkor szintén feleségét nevezte ki maga helyett kormányzónak, akivel már többé nem látták viszont egymást. A következő évben, 1409. június 30-án a Sanluri csatában legyőzte Arborea királyát (judex), I. Vilmost. A győzelmet viszont nem tudta kiaknázni, mert pár héttel később, július 25-én Cagliariban törvényes utódok hátrahagyása nélkül maláriában meghalt. A Cagliari Székesegyházban helyezték örök nyugalomra.

## Utódlása

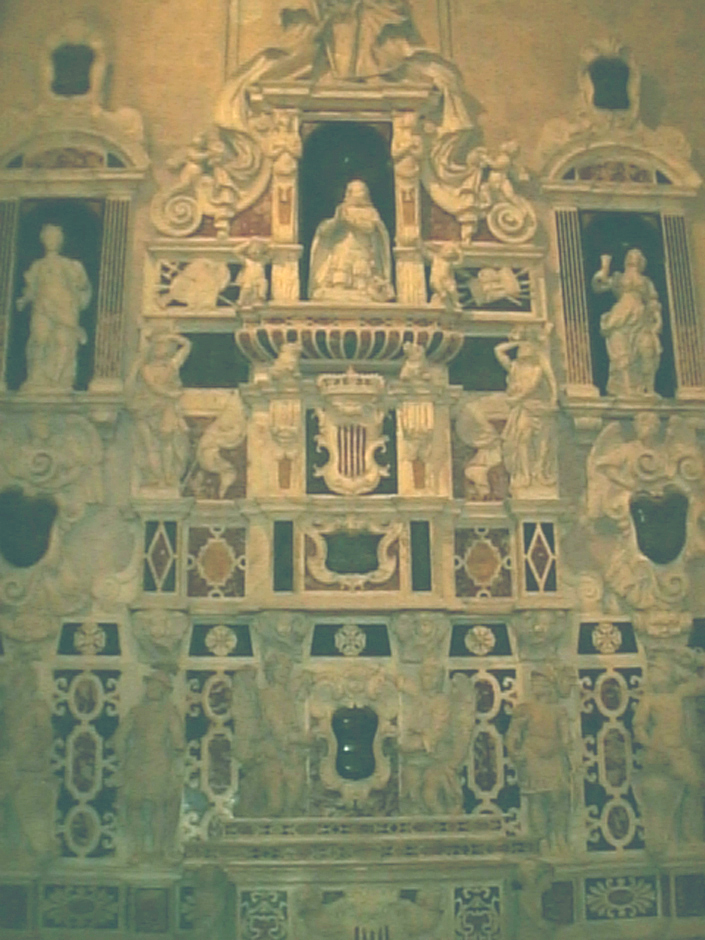
Ifjú Márton mauzóleuma a Cagliari Székesegyházban

Halála mély válságot idézett elő az aragóniai uralkodóházban, melyet apja és utóda a szicíliai trónon, Idős Márton király már nem tudott megoldani. A házasságon kívül született fiát, Frigyest bár törvényesítették, nem  sikerült utódául jelölnie sem neki, sem apjának, így apja is úgy halt meg a következő évben, hogy az utódlás kérdését nyitva és megoldatlanul hagyta. Fia révén nem maradtak utódai, viszont lánya, Jolán révén számos leszármazottja maradt, akik viszont nem vitték tovább az Aragón Korona országainak és Szicíliának a királyi címeit. Utódai között szerepel Eugénia francia császárné (1826–1920), aki Ifjú Márton 14. (generációs) leszármazottja.

## Gyermekei
- 1. feleségétől, I. (Aragóniai) Mária (1363–1401) szicíliai királynőtől, 1 fiú:
  - 1.1. Péter (Pietro) (1398. november 17. – 1400. augusztus 16./november 8.) szicíliai és aragón királyi herceg, a Szicíliai Királyság trónörököse, az aragón trón várományosa[34]
- 2. feleségétől, Évreux-i Blanka (1387–1441) navarrai infánsnőtől,[35] 1 fiú:
  - 1.2. Márton (Martino) (1406. december 17./19. – 1407. augusztus) szicíliai és aragón királyi herceg, a Szicíliai Királyság trónörököse, az aragón trón várományosa
- Agatuccia Pesce úrnővel folytatott házasságon kívüli viszonyból, 1 leány:
  - 1.3. Jolán (Jolanda d'Aragona) (–1428 /körül/) /törvényesítve/, 1. férje Enrique de Guzmán (1371. február 20. – 1436. október 31.), Niebla grófja, Sanlúcar de Barrameda ura, II. Henrik kasztíliai király unokája egy házasságon kívül született lányától, Kasztíliai Beatrixtól, eltaszítva, gyermekei nem születtek,[36] 2. férje Martín Fernández de Guzmán, Alvár Pérez de Guzmánnak, Orgaz 6. urának a fia, 3 leány:
    - 1.3.1. (2. házasságából): Katalin (Catalina de Aragón y Guzmán) (1425 körül–?), la Torre de Hortaleza úrnője, férje Juan del Castillo Portocarrero (1425 körül–?), Santa María del Campo és Santiago de la Torre ura, 2 gyermek:
      - 1.3.1.1. Bernardino del Castillo Portocarrero, Santa María del Campo és Santiago de la Torre ura (voltak utódai)
      - 1.3.1.2. Luisa de Aragón y del Castillo (1450 körül–?), férje Juan Ramírez de Guzmán y Mendoza, Castañar ura, 1 leány:
        - 1.3.1.2.1. Catalina de Aragón y Guzmán, férje Francisco de Guzmán, 1 fiú:
          - 1.3.1.2.1.1. Lope de Guzmán y Aragón, felesége Leonor Enríquez de Guzmán, 2 leány, többek között:
            - 1.3.1.2.1.1.1. María de Guzmán y Aragón, férje Alonso de Luzón, 2 leány, többek között:
              - 1.3.1.2.1.1.1.1. María de Aragón, Castañeda 2. őrgrófnője, férje Sancho de Monroy, 1 leány:
                - 1.3.1.2.1.1.1.1.1. María Leonor de Monroy, Castañeda 3. őrgrófnője, férje José Funes de Villalpando (–1684), Osera őrgrófja, 1 leány:
                  - 1.3.1.2.1.1.1.1.1.1. María Regalada de Villalpando, Osera 4. őrgrófnője, 1. férje Diego Gómez de Sandoval de la Cerda (1631 körül–1668), Lerma 5. hercege, gyermekei nem születtek, 2. férje Cristóbal Portocarrero de Guzmán Enríquez de Luna (1638–?), Montijo 4. grófja, 2 fiú, többek között:
                    - 1.3.1.2.1.1.1.1.1.1.1. (2. házasságából): Cristóbal Portocarrero (1693–1763), Montijo 5. grófja, felesége María Dominga Fernández de Córdoba (1693–1747), Teba 12. grófnője, 1 fiú:
                      - 1.3.1.2.1.1.1.1.1.1.1.1. Cristóbal Portocarrero (1728–1757), Montijo 6. grófja, felesége María Josefa López de Zúñiga (1733–?), 1 leány:
                        - 1.3.1.2.1.1.1.1.1.1.1.1.1. Mária Francisca Portocarrero (1754–1808), Montijo 7. grófnője, férje Felipe Antonio de Palafox (1739–1790), 7 gyermek, többek között:
                          - 1.3.1.2.1.1.1.1.1.1.1.1.1.1. Cipriano de Palafox (1784–1839), Montijo grófja, felesége María Manuela Kirkpatrick (1794–1879), 2 leány, többek között:
                            - 1.3.1.2.1.1.1.1.1.1.1.1.1.1.1. Eugénia francia császárné (1826–1920)

    - 1.3.2. (2. házasságából) Ágnes (Agnes de Aragón y Guzmán), férje N. Suarez de Vargos
    - 1.3.3. (2. házasságából) Marina (Marina de Aragón de Guzmán), férje Pedro de Vargos
- Tarsia Rizzari úrnővel folytatott házasságon kívüli viszonyból, 1 fiú:
  - 1.4. Frigyes (Federico d'Aragona) (1400/03 – 1438. május 29.) /törvényesítve/, Luna és Xèrica (Jérica) grófja, Sogorb (Segorbe) ura, aragón és szicíliai trónkövetelő az 1410-től 1412-ig tartó aragóniai örökösödési háborúban, az öt jelölt egyike,[37] felesége Jolán Lujza (1403 után–1467), Acard Pere de Mur úrnak, Albi bárójának, a Szardíniabeli Cagliari és Gallura kormányzójának a lánya, Ponç de Perellósnak az özvegye,[38] 1 fiú:
    - 1.4.1. Aragóniai N. (fiú) (megh. fiatalon)

## Családfa
| IV. Péter aragóniai király * 1319. IX. 5. † 1387. I. 5. | IV. Péter aragóniai király * 1319. IX. 5. † 1387. I. 5. |                                                  |                                                  | Szicíliai Eleonóra * 1325 † 1375. IV. 20. | Szicíliai Eleonóra * 1325 † 1375. IV. 20. |  |  | Lope lunai gróf * 1315/20 † 1360. VI. 19. | Lope lunai gróf * 1315/20 † 1360. VI. 19. |                                    |                                    | Brianda lunai grófné * 1335 körül † 1406 | Brianda lunai grófné * 1335 körül † 1406 |
|                                                         |                                                         |                                                  |                                                  |                                           |                                           |  |  |                                           |                                           |                                    |                                    |                                          |                                          |
|                                                         |                                                         |                                                  |                                                  |                                           |                                           |  |  |                                           |                                           |                                    |                                    |                                          |                                          |
|                                                         |                                                         | I. Márton aragóniai király * 1356 † 1410. V. 31. | I. Márton aragóniai király * 1356 † 1410. V. 31. |                                           |                                           |  |  |                                           |                                           | Luna Mária * 1353 † 1406. XII. 29. | Luna Mária * 1353 † 1406. XII. 29. |                                          |                                          |
|                                                         |                                                         |                                                  |                                                  |                                           |                                           |  |  |                                           |                                           |                                    |                                    |                                          |                                          |
|                                                         |                                                         |                                                  |                                                  |                                           |                                           |  |  |                                           |                                           |                                    |                                    |                                          |                                          |
|                                                         |                                                         |                                                  |                                                  |                                           |                                           |  |  |                                           |                                           |                                    |                                    |                                          |                                          |

| 1 I. Mária szicíliai királynő * 1363. VII. 2. † 1401. V. 25. OO 1389. V. 24. | 1 I. Mária szicíliai királynő * 1363. VII. 2. † 1401. V. 25. OO 1389. V. 24. | 2 Navarrai Blanka * 1387. VII. 6. † 1441. IV. 1. OO 1402. XI. 26. | 2 Navarrai Blanka * 1387. VII. 6. † 1441. IV. 1. OO 1402. XI. 26. | I. (Ifjú) Márton * 1374/5/6 † 1409. VII. 25. | I. (Ifjú) Márton * 1374/5/6 † 1409. VII. 25. | n.1 Agatuccia Pesce * ? † ? OO ágyas | n.1 Agatuccia Pesce * ? † ? OO ágyas | n.2 Tarsia Rizzari * ? † ? OO ágyas | n.2 Tarsia Rizzari * ? † ? OO ágyas |
|                                                                              |                                                                              |                                                                   |                                                                   |                                              |                                              |                                      |                                      |                                     |                                     |
|                                                                              |                                                                              |                                                                   |                                                                   |                                              |                                              |                                      |                                      |                                     |                                     |
|                                                                              | 1                                                                            |                                                                   | 2                                                                 |                                              | n.1                                          |                                      | n.2                                  |                                     |                                     |
| Péter (Frigyes) * 1398. XI. 17. † 1400. VIII. 16./XI. 8.                     | Péter (Frigyes) * 1398. XI. 17. † 1400. VIII. 16./XI. 8.                     | Márton * 1406. XII. 17./19. † 1407. VIII.                         | Márton * 1406. XII. 17./19. † 1407. VIII.                         | Jolán * ? † 1428                             | Jolán * ? † 1428                             | Frigyes * 1400/2/3 † 1438. V. 29.    | Frigyes * 1400/2/3 † 1438. V. 29.    |                                     |                                     |